# Brasiliocarnus
Brasiliocarnus is een geslacht van wantsen uit de familie van de Miridae (blindwantsen). Het geslacht werd voor het eerst wetenschappelijk beschreven door Izjaslav Kerzjner en Randall Tobias Schuh in 1995.

## Soorten
Het genus bevat de volgende soorten:

- Brasiliocarnus bahianus Carvalho, 1985
- Brasiliocarnus fraudans (Stal, 1860)
- Brasiliocarnus fraudans (Stål, 1860)
- Brasiliocarnus goianus Carvalho & Costa, 1991
- Brasiliocarnus incaicus Carvalho, 1985
- Brasiliocarnus peruanus Carvalho, 1985